# 音楽大学
音楽大学（、英語: college of music、university of music、institute of music、ドイツ語: Universität für Musik、Hochschule für Musik、Institut für Musik, Musikhochschule）は、音楽ならびに音楽学の教育研究を専門とする高等教育機関。
またこの記事では芸術を学ぶことに特化した大学に設置されている学部である音楽学部（）、芸術を学ぶことに特化した学部に設置されている音楽学科、並びに、海外において音楽の高等専門学校または専門学校として設置されている音楽院（、英語: conservatory of music、academiy of music、school of music、フランス語: conservatoire de musique、イタリア語: conservatorio di musica）についてもあわせて記述する。

## 概要
楽器の演奏や指揮法・作曲法など音楽に関する教育研究機関で、音楽系専門課程を専攻する単科大学（音楽大学）、並びに芸術系大学の音楽学部、音楽学科、及び大学院、音楽院の組織を指し、学生は一般的に音楽学、演奏(指揮、声楽、鍵盤楽器、弦楽器、管楽器、打楽器)や作曲など、音楽に関する技能・知識を研鑽することができる。

## 日本
日本においては一般に「音大」と略される場合が多く、〇〇音楽大学の場合、〇〇の部分のみを呼称したり「〇〇音大」と呼称される。芸術大学は「芸大」「〇〇芸大」「〇〇芸」などと略される。昭和音楽大学では『音大とは「音楽大学」の略称で、音楽の勉強に集中して学べる環境を整えている大学』と定義づけている。なお、国内の音楽院は種別として高等職業学校または専門学校に区分されるものが多い。
現在、単科の国公立音楽大学は存在しないため、日本の単科音楽大学は私立大学のみとなる。国立大学で音楽学部を設置している四年制大学は東京藝術大学のみである。次いで公立大学では愛知県立芸術大学・沖縄県立芸術大学・京都市立芸術大学の三校であり、現在大分県立芸術短期大学が四年制芸術大学移行に向けて準備室を設置中である。音大卒またはこれと同等の資格を習得できる大学は何れも全日制であったが、大阪芸術大学は2001年、日本初となる通信教育部音楽学科を設置している。
「音楽大学」「芸術大学」以外でも音楽系の学部、学科を設置する大学も多数在り、お茶の水女子大学にはピアノと声楽のみであるが芸術・表現行動学科 音楽表現コースが設置されており、音楽学においては作曲も専門的に学べる。また、東京学芸大学や大阪教育大学のように、実質的に音楽大学と同一の教育内容であるゼロ免課程の教育学部を設ける大学も数校存在し、ここから専門の音楽家になる者もいる。また、東京工科大学メディア学部では、音楽の専門家育成を主たる目的とするものではないが、音楽系の講義やプロジェクトが存在し、アーティストの支援活動を行ったり、大学レーベルから大学生アーティストを誕生させている。

### 国公立大学・大学院
- 愛知県立芸術大学音楽学部・大学院音楽研究科
- 大分県立芸術文化短期大学音楽科・専攻科音楽専攻
- 沖縄県立芸術大学音楽学部・大学院音楽研究科
- 京都市立芸術大学音楽学部・大学院音楽研究科
- 東京藝術大学音楽学部・大学院音楽研究科

### 私立大学・大学院
- 上野学園短期大学音楽科（旧上野学園大学）
- エリザベト音楽大学
- 桜美林大学芸術文化学群 音楽専修
- 大阪音楽大学
- 大阪芸術大学芸術学部音楽学科 - 通信教育課程併設
- 活水女子大学音楽学部
- 金城学院大学文学部音楽芸術学科
- 国立音楽大学
- くらしき作陽大学音楽学部・大学院音楽研究科
- 神戸女学院大学音楽学部・大学院音楽研究科
- 札幌大谷大学芸術学部音楽学科
- 聖徳大学音楽学部・大学院音楽文化研究科
- 尚美学園大学芸術情報学部音楽表現学科・大学院芸術情報研究科音楽表現専攻
- 昭和音楽大学
- 洗足学園音楽大学
- 相愛大学音楽学部・大学院音楽研究科
- 玉川大学芸術学部芸術教育学科音楽コース
- 東海大学教養学部芸術学科音楽学課程・大学院芸術学研究科音響芸術専攻
- 東京音楽大学
- 同志社女子大学学芸学部音楽学科・専攻科音楽専攻
- 東邦音楽大学
- 東邦音楽短期大学
- 桐朋学園芸術短期大学音楽専攻
- 桐朋学園大学
- 桐朋学園大学院大学
- 徳島文理大学音楽学部
- 常葉学園短期大学音楽科
- 名古屋音楽大学
- 名古屋芸術大学音楽学部・大学院音楽研究科
- 日本大学藝術学部音楽学科・大学院音楽芸術専攻
- 広島文化学園大学学芸学部音楽学科
- フェリス女学院大学音楽学部・大学院音楽研究科
- 福岡女子短期大学音楽科
- 平成音楽大学
- 宮城学院女子大学学芸学部音楽科
- 武庫川女子大学音楽学部
- 武蔵野音楽大学
- 山口芸術短期大学音楽学科・専攻科音楽専攻

### 入学試験
入学試験では、一般的に以下のような科目が課される。
- 専攻科目試験：一番のウェイトを占める。演奏科の場合、課題曲が指定されていることが多い。
- 聴音：旋律聴音と和声聴音を行う。どちらかに限定している学校もある。
- 楽典：基礎的な音楽理論の力を見る。
- 和声課題：主にソプラノ課題またはバス課題のいずれか。和声学の知識。主に作曲や音楽学の志望者に対して行われる。
- 新曲視奏または新曲視唱：初見で楽譜を演奏または歌唱する。歌唱の場合がほとんどである。
- コールユーブンゲン視唱：指定された番号の曲を歌う。
- 副科ピアノ：ピアノ専攻以外は殆どにおいて必須科目。特定のエチュード以上のレベルで指定されている。そのためそれ以上のレベルであれば、自由に曲を選択することも可能である。
- 即興演奏：ジャズ専攻に多い。
- 国語・英語：筆記試験。

AO入試や自己推薦入試などを導入している場合も、上記のような実技試験がある大学が多いが、一部には全く課さない学科も現れている。近年、音楽大学の著しい志願者減少や定員割れ状態の慢性化を受け、声楽や楽器演奏、作曲など実技の修得を第一の目的としない学科や専攻を新設する音楽大学も徐々に増えている。またAO入試を採用した音楽系学科や、実技試験に代えて小論文等を選択できる選考方法を設定している音楽大学も出現し、受験前に実技に関する専門的な経験がなくても音楽大学への入学が可能になっている。
- 大阪芸術大学は美術系・音楽系の諸学科があるが、全学科においてAO入試を採用し、定員の過半数の学生をAO入試で選抜している。また同大学は2001年に通信教育部を開設しているが、学生の選抜は書類選考のみで実技試験は行っていない。
- 2017年度より新設された昭和音楽大学音楽学部音楽芸術運営学科音楽教養コースの入学試験[2]では、「主科に関わる課題」として「小論文」か「音楽実技」のいずれか一方を選択して受験し、他には実技試験を課さない制度となっている。また「小論文で受験した場合も、入学後、ピアノまたは声楽の音楽教養実技のほか、バレエを含む各副科実技を選択履修できる」と明記し、未経験者が実技科目を履修できるようになっている。
- 上野学園大学音楽学部音楽学科グローバル教養コースのAO入試では「専門実技試験」として演奏ではなく英語と小論文を指定、「副科ピアノ」「楽典」「聴音」「ソルフェージュ」は課すものの「合否判定の材料としない」と明記している。また同コースの学生も入学後に実技科目を履修できる[3]。

## 海外の音楽大学・音楽院
音楽のための教育機関としては音楽大学と音楽院とが混在している。ドイツ、オーストリア、イギリスにおいては音楽大学が中心であるが、ヨーロッパの音楽系教育機関は、フランスのパリ国立高等音楽院（コンセルヴァトワール）をモデルとして近代に創立・発展したものが多く（フランスにおける音楽教育は、美術、建築、工芸、料理、その他諸芸術分野の教育と同様に高等専門学校または専門学校において展開した）、そのため、スイス、イタリア、スペイン、ベルギー、オランダをはじめ、コンセルヴァトワールの名を持つ音楽系専門学校が今も多くみられる。また、ポーランド、デンマークのように、アカデミーの名を持つ音楽系専門学校も見られる。また、アメリカのほとんどの音楽大学では音楽大学、短期大学、専門学校の複数の教育機関を有しており、専門課程などであっても「大学」という名称が変わらないためしばし混合される事もある。

### アメリカ合衆国
- カーティス音楽校（フィラデルフィア）学生全員奨学金全額支給
- コルバーン音楽院（ロサンゼルス）学生全員奨学金全額支給
- ジュリアード音楽院（ニューヨーク）
- カーネギーメロン大学音楽学部（ピッツバーグ）
- ジェイコブズ音楽院（ブルーミントン）インディアナ大学音楽学部
- マンハッタン音楽学校（ニューヨーク）
- 南カリフォルニア大学ソーントン音楽学校（ロサンゼルス）
- ニューイングランド音楽院（ボストン）
- クリーヴランド音楽院（クリーブランド）
- オバーリン大学オバーリン音楽院（オバーリン）
- ジョンズ・ホプキンス大学ピーボディ音楽院（ボルティモア）
- シンシナティ大学シンシナティ音楽院（シンシナティ）
- マネス音楽大学（ニューヨーク）
- ニュースクール大学マネス音楽院（ニューヨーク）
- サンフランシスコ音楽院（サンフランシスコ）
- ボストン音楽院（ボストン）
- バークリー音楽大学（ボストン）
- ミュージシャンズ・インスティチュート（ロサンゼルス）
- ロンギー音楽院（ケンブリッジ）
- カリフォルニア芸術大学（ロサンゼルス）
- カリフォルニア大学バークレー校音楽学部（バークレー）
- カリフォルニア大学サンディエゴ校音楽学部（サンディエゴ）
- カリフォルニア大学サンタバーバラ校音楽学部（サンタバーバラ）
- カリフォルニア大学ロサンジェルス校音楽学部（ロサンゼルス）
- カリフォルニア大学デイビス校音楽学部（デイビス）
- カリフォルニア大学アーバイン校音楽学部（アーバイン）
- スタンフォード大学音楽学部（スタンフォード）
- ハーバード大学音楽学部（ケンブリッジ）
- ハートフォード大学ハート音楽院（ハートフォード）
- バラ十字国際大学音楽学部（シリコンバレー）
- マイアミ大学フロスト音楽学校（マイアミ）
- ロチェスター大学イーストマン音楽学校（ロチェスター）
- ミシガン大学音楽学部（アナーバー）

### アルメニア
- エレバン音楽院（エレバン）

### イギリス
- 王立音楽アカデミー（ロンドン）
- 王立音楽大学（ロンドン）
- 王立スコットランド音楽演劇学院（グラスゴー）
- 王立北部音楽大学（マンチェスター）
- 王立ウェールズ音楽演劇大学（カーディフ）
- ギルドホール音楽演劇学校（ロンドン）
- リーズ音楽大学（リーズ）
- 王立バーミンガム音楽院（バーミンガム）
- トリニティ音楽院（ロンドン）

### イタリア
- ジュゼッペ・ヴェルディ音楽院（ミラノ）※しばしばミラノ音楽院と呼ばれる。
- キジアーナ音楽院（大学院レベルの夏期集中講座）（シエナ）
- リナルド・フランチ音楽院（シエナ）
- サンタ・チェチーリア国立アカデミア（ローマ）
- サンタ・チェチーリア音楽院（ローマ）
- マルティーニ音楽院（ボローニャ）※しばしばボローニャ音楽院と呼ばれる。
- アッリーゴ・ボーイト音楽院（パルマ）※しばしばパルマ音楽院と呼ばれる。
- ルイジ・ケルビーニ音楽院（フィレンツェ）
- ルチアーノ・ファンチェルリ音楽院（ヴェネツィア）
- ベネデット・マルチェッロ音楽院（ヴェネツィア）
- パガニーニ音楽院（ジェノヴァ）
- ヴィヴァルディ音楽院（アレッサンドリア）
- チマローザ音楽院（アヴェッリーノ）
- ピッチーニ音楽院（バーリ）
- モンテヴェルディ音楽院（ボルツァーノ）
- パレストリーナ音楽院（カリアリ）
- 聖ピエトロ音楽院（ナポリ）
- ポリーニ音楽院（パドヴァ）
- タルティーニ音楽院（トリエステ）
- フレスコバルディ音楽院（フェッラーラ）
- ブレーシャ音楽院（ブレーシャ）

### ウクライナ
- キエフ音楽院（キエフ）
- グリエール音楽大学（キエフ）

### エストニア
- エストニア音楽アカデミー（タリン）

### オーストラリア
- シドニー大学シドニー音楽院（シドニー）
- グリフィス大学クイーンズランド音楽院（ブリスベン）

### オーストリア
- ウィーン国立音楽大学（ウィーン）
- コンセルヴァトリウム・ウィーン（ドイツ語版、英語版）（ウィーン）
- ザルツブルク・モーツァルテウム音楽大学（ザルツブルク）
- グラーツ国立音楽大学（グラーツ）

### オランダ
- アムステルダム音楽院（旧スウェーリンク音楽院）（アムステルダム）
- ハーグ王立音楽院（ハーグ）
- ロッテルダム音楽院（ロッテルダム）
- ユトレヒト音楽院（ユトレヒト）

### カナダ
- トロント王立音楽院   (トロント)

### クロアチア
- ザグレブ音楽院（ザグレブ）

### スイス
- バーゼル音楽院（バーゼル）
- バーゼル・スコラ・カントルム（バーゼル）
- チューリッヒ音楽院（チューリッヒ）
- ベルン音楽演劇院（ベルン）
- ルツェルン音楽院（ルツェルン）
- ジュネーヴ音楽院（ジュネーヴ）
- ローザンヌ音楽院（ローザンヌ）

### スウェーデン
- ストックホルム音楽大学（ストックホルム）

### スペイン
- リセウ高等音楽院（バルセロナ）
- マドリード音楽院（マドリード）

### 大韓民国
- ソウル大学校 音楽大学（ソウル）
- 韓国芸術総合学校 音楽院（ソウル）
- 延世大学校 音楽大学（ソウル）
- 漢陽大学校 音楽大学（ソウル）
- 慶熙大学校 音楽大学（ソウル）

### チェコ
- プラハ音楽院（プラハ）

### 中華人民共和国
- 中央音楽学院（北京）
- 中国音楽学院（北京）
- 上海音楽学院（上海）
- 西安音楽学院   (西安)
- 四川音楽学院（成都）
- 瀋陽音楽学院 (瀋陽)
- 天津音楽学院（天津）
- 武漢音楽学院   (武漢)

### 朝鮮民主主義人民共和国
- 平壌音楽大学（平壌）
- 金元均名称音楽総合大学（平壌）

### デンマーク
- デンマーク音楽アカデミー（コペンハーゲン）

### ドイツ
- カールスルーエ音楽大学(カールスルーエ）
- ロストック音楽・演劇大学(ロストック）
- ハンブルク音楽・演劇大学（ハンブルク）
- ハンブルク音楽院（ハンブルク）
- ベルリン芸術大学（ベルリン）
- ベルリン・ハンス・アイスラー音楽大学(ベルリン）
- フランクフルト音楽・表象芸術大学（フランクフルト）
- ミュンヘン音楽・演劇大学（ミュンヘン）
- シュトゥットガルト音楽・演劇大学（シュトゥットガルト）
- ケルン音楽舞踊大学（ケルン）
- フライブルク音楽大学（フライブルク）
- ロベルト・シューマン音楽大学（デュッセルドルフ）
- ヴュルツブルク音楽大学（ヴュルツブルク）
- ヴァイマル・フランツ・リスト音楽大学（ヴァイマル）
- ドレスデン・カール・マリア・フォン・ウェーバー音楽大学（ドレスデン）※しばしばドレスデン音楽大学と呼ばれる。
- ハノーファー音楽・演劇大学（ハノーファー）
- デトモルト音楽大学（デトモルト）
- フェリックス・メンデルスゾーン・バルトルディ音楽演劇大学ライプツィヒ（ライプツィヒ）
- ニュルンベルク音楽大学（ニュルンベルク）
- マインツ音楽大学（マインツ）
- オスナブリュック音楽大学（オスナブリュック）
- ミュンスター音楽大学（ミュンスター）
- トロッシンゲン音楽大学（トロッシンゲン）
- リューベック音楽大学（リューベック）

### トルコ
- アンカラ音楽院（アンカラ）

### ハンガリー
- リスト音楽院（ブダペスト）

### フィンランド
- シベリウス音楽院（ヘルシンキ）

### ブラジル
- サンパウロ演劇音楽院（サンパウロ）

### フランス
- パリ国立高等音楽舞踊学校（パリ）
- リヨン国立高等音楽舞踊学校（リヨン）
- ブルゴーニュ高等音楽学校（ディジョン）
- リール高等音楽舞踊学校（リール）
- トゥールーズ高等芸術学院（トゥールーズ）
- プロヴァンス高等音楽院（エクス＝アン＝プロヴァンス）
- ボルドー高等音楽舞踊教育センター（ボルドー）
- パリ・ブローニュ＝ビヤンクール高等芸術教育センター（ブローニュ＝ビヤンクール）
- ブルターニュ高等舞台芸術教育センター（ナント）
- セーヌ＝サン＝ドニ高等芸術教育センター（セーヌ＝サン＝ドニ）
- ストラスブール高等芸術学校（ストラスブール）
- ポワティエ高等音楽舞踊センター（ポワティエ）

### ベトナム
- ホーチミン音楽院（ホーチミン）

### ベルギー
- ブリュッセル王立音楽院（ブリュッセル）
- アントウェルペン王立音楽院（アントウェルペン）
- モンス王立音楽院（モンス）
- ヘント音楽院（ヘント）

### ポーランド
- ショパン音楽アカデミー（ワルシャワ）
- クラクフ音楽アカデミー（クラクフ）

### リトアニア
- リトアニア音楽演劇アカデミー（ヴィリニュス）

### ルーマニア
- ブカレスト国立音楽大学（ブカレスト）
- ゲオルゲ・ディマ音楽アカデミー（クルージュ＝ナポカ）

### ロシア
- サンクトペテルブルク音楽院（サンクトペテルブルク）
- モスクワ音楽院（モスクワ）
- グネーシン音楽大学（モスクワ）
- グリンカ音楽院（ノヴォシビルスク）